# Primul deceniu d.Hr.

## Evenimente
- 1 - leii dispar din Europa Occidentală

## Personalități marcante
- Caesar Augustus, împărat roman (27 î.Hr.–14).
- Arminius, căpetenie germană.
- Iisus, fondatorul creștinismului.